# Rhaphuma quinquenotata
Rhaphuma quinquenotata là một loài bọ cánh cứng trong họ Cerambycidae.